# インドネシア・ラヤ (新聞)
『インドネシア・ラヤ』(Indonesia Raya) は、1949年にモフタル・ルビスらによって共同創設されたインドネシアの新聞。1974年に廃刊されるまで、スカルノ政権、スハルト政権下で、何度となく発行禁止措置を受けた。

## 沿革
『インドネシア・ラヤ』は、1949年にモフタル・ルビスらによって共同創設された。同紙は、軍の情報部局から、不定期的に資金提供を受けていたが、報道の自由を掲げた言論を展開し、政府を「第一の敵 (adversary number one)」としていた。1956年当時の『インドネシア・ラヤ』の発行部数は 40,000部であったが、1957年以降には、6回にわたり発行禁止措置を受けた。

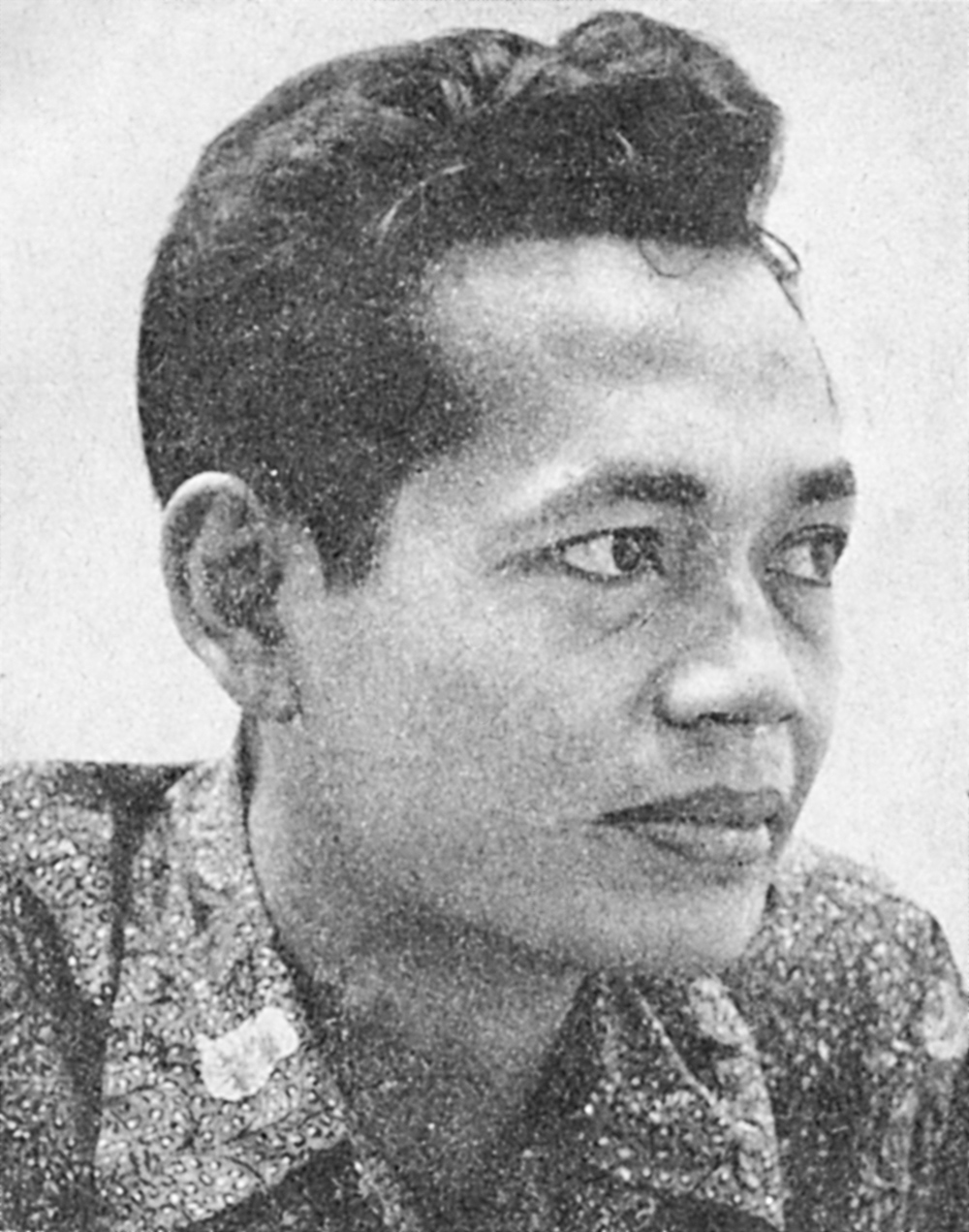
ルビス編集長、1955年頃。

1958年10月、『インドネシア・ラヤ』は発禁となり、モフタル・ルビスは投獄された。この日刊紙は久しく休刊状態だったが、1968年に至り、新秩序政権下で発行が許可された。かつての職員や役員が、仕事を再開するよう呼び戻され。
1969年以降、『インドネシア・ラヤ』はプルタミナの腐敗に関する数多くの記事を掲載した。『コンパス (Kompas)』など一部の新聞は『インドネシア・ラヤ』を支持したが、他の新聞は『インドネシア・ラヤ』がプルタミナと利害の対立を起こしており、石油公社をゆすろうとしているのだと主張した。最終的に1970年8月に至り、『インドネシア・ラヤ』は、報道を止めるか、深刻な反動に直面することになると告げられた。
『インドネシア・ラヤ』は1973年にタイ王国で起きた学生蜂起と政権の崩壊を報じた。この報道は、マラリ事件の原因の一つとなったと考えられている。事件後の1974年、『インドネシア・ラヤ』は再び発行禁止となったが、その一因はプルタミナの腐敗を報道したことにもあった。モフタル・ルビスと数人の記者たちは裁判のないまま投獄され、他の記者たちもブラックリストに載せられた。結局、同紙はそのまま廃刊となった。